# Domenico Comparetti
Pour les articles homonymes, voir Comparetti.
Domenico Comparetti (né le 7 juillet 1835 à Rome et mort le 20 janvier 1927 à Florence) est un philologue, papyrologue et épigraphiste italien, nommé brièvement sénateur du royaume d'Italie le temps de la XVIIe législature. Professeur de l'université de Pise, spécialiste de l'œuvre de l’orateur grec Hypéride et du philosophe épicurien Philodème de Gadara, il joua un rôle de premier plan dans l'étude des dialectes doriens et minoens.
Il est le grand-père du prêtre catholique et pédagogue don Lorenzo Milani et du neuropsychiatre Adriano Milani Comparetti, ainsi que l'arrière-grand-père du mathématicien et astronome Andrea Milani Comparetti.

## Biographie
Né à Rome dans le rione du Trastevere, d'une famille de fonctionnaires et de praticiens libéraux, ses dons peu communs joints à un goût naturel pour l’étude attirèrent très tôt l'attention du prince Michelangelo Caetani, qui se chargea personnellement d'encourager et de conseiller le jeune Comparetti dans ses études. En 1855, bachelier ès sciences de l'université La Sapienza de Rome, il étudia d'abord quelque temps la pharmacologie, tout en s'adonnant en autodidacte aux Humanités, et en particulier à l'apprentissage du grec ancien. Dès 1858 il publiait dans la revue Rheinisches Museum des « Observations sur l’ode funèbre d'Hypéride » (Observationes in Hyperidis orationem funebrem) avec la traduction des fragments d’Hypéride découverts depuis peu. Caetani lui fit obtenir en 1859 la chaire de langue et de littérature grecque de l'université de Pise. La même année, suivirent les Écrits de critique philologique, l'édition du discours d’Hypéride Pour Euxenippe (1861), et les observations Sulle iscrizioni relative al Metroon Pirense (1862).
À Pise, en 1863, il fit la connaissance d'un homme d'affaires juif d’Odessa, Léon Raffalovitch. Il épousa sa fille Hélène après de brèves fiançailles, le 13 août 1863 ; ils eurent une fille, prénommée Laura, en 1865. Les divergences de caractère et d'intérêt des deux époux : lui très posé et entièrement plongé dans ses études philologiques, elle pleine de vie et passionnée de problèmes sociaux, pédagogiques et militante de l'émancipation des femmes, expliquent leur séparation : en 1872, Hélène abandonna sa famille pour s'établir à Venise, où elle se consacra à la création de jardins d'enfants froebeliens et d’une école d’institutrices.
Au cours de 1864, Comparetti publia un nouveau discours d’Hypéride : Pour les victimes de la guerre lamiaque et, avec la collaboration d’Alessandro d'Ancona, l'étude « Sur le livre des Sept Sages de Rome » (Intorno al libro dei sette savi di Roma, 1865), et les « Essais sur les dialectes grecs de l'Italie méridionale » (Saggi del dialetti greci dell'Italia meridionale), sans oublier son « Virgile et la tradition littéraire jusqu'à Dante » (Virgilio nella tradizione letteraria fino a Dante, 1866), ses études sur « Virgile magicien et amoureux » (Virgilio mago e innamorato) et Œdipe (1867), enfin des « Recherches sur le livre de Sinbad » (Ricerche intorno al libro di Sindibad, 1869).
En 1872 il fut affecté à l’Institut d’études supérieures de Florence (aujourd'hui université de Florence) et publia son « Virgile au Moyen Âge' » (Virgilio nel Medioevo), qui offre une description précise des évolutions de la culture occidentale d’Auguste à Dante. Il se consacra à l'étude des papyrus d’Herculanum, qu'il édita en 1855 dans la Collectio prior Herculanensium voluminum quae supersunt, avec en annexe les dessins portés sur les papyrus (Collectio Altera ). Il y a là des extraits des papyrus de Philodème de Gadara découverts lors des fouilles faites vers le milieu du XVIIIe siècle dans une villa romaine (appelée depuis la Villa des Papyrus) et dont le propriétaire fut identifié par Comparetti comme le consul Lucius C. Pison Cesoninus, ami de Philodème et beau-père de Jules César.
Ces recherches aboutirent à la publication de l'ouvrage La villa ercolanese dei Pisoni, i suoi monumenti e la sua biblioteca. Ricerche e notizie (1883), qui retrace l'histoire des papyrus d'Herculanum, catalogués et reproduits en planches photographiques, ainsi qu'un essai sur la morale épicurienne. À partir de ces papyrus d’Herculanum, Comparetti élabora année après année sa monographie sur La bibliothèque de Philodème, publiée à Paris en 1910. Entretemps, le 9 mai 1875, il avait été élu à l'Académie des Lyncéens, et nommé membre associé de l'Académie napolitaine d’archéologie, des lettres et des beaux-arts (1889).
Comparetti démarcha le gouvernement pour qu'il subventionne une campagne archéologique en Crète, confiée à son élève Federico Halbherr qui en 1884 découvrit les remarquables inscriptions minoennes de Gortyne, puis dirigea successivement les fouilles de Phaistos, de Haghia Triada et de Prinias. Le fruit de ces recherches parut dans la revue Museo italiano di antichità classica, fondée par Comparetti, lequel en tira peu après, en 1893, un mémoire, Le code de Gortyne et autres inscriptions archaïques crétoises. Simultanément Comparetti étudiait le finnois et la même année, il effectua le premier de ses quatre voyages en Finlande, pour s'y adonner à l'étude de la Kalevala: en 1891 il publia Les Kalevala et la poésie traditionnelle des Finnois.
Depuis 1887, il avait préféré délaisser l'enseignement pour se consacrer exclusivement à ses recherches : son élève Girolamo Vitelli avait repris sa chaire à l'université.
Il fut nommé sénateur le 20 novembre 1891. Laura, sa fille unique, épousa Luigi Adriano Milani et Domenico Comparetti, désirant que son propre nom se transmette aux descendants mâle de sa fille obtint, par décret royal, que les petits-enfants de Milani puissent ajouter son nom au leur.
Il a reçu le titre de docteur honoris causa de l'université Jagellonne de Cracovie en 1900.

## Œuvres
- L'Euxenippea d'Iperide, Pise, éd. Nistri, 1861
- Notizie ed osservazioni in proposito degli studi critici del prof. Ascoli, Pise, Nistri, 1863
- Saggi dei dialetti greci dell'Italia meridionale, Pise, Nistri, 1866
- Virgilio nella tradizione letteraria fino a Dante, studio storico-letterario, in «Nuova Antologia», 31 gennaio 1866
- Edipo e la mitologia comparata, saggio critico, Pise, Nistri, 1867
- Ricerche intorno al libro di Sindibad, Milan, Giuseppe Bernardoni, 1869
- Virgilio nel Medio Evo, 2 voll., Livourne, Vigo, 1872
- Novelline popolari italiane. Turin, 1875
- La Commissione Omerica di Pisistrato e il Ciclo epico, Turin, Ermanno Loescher, 1881
- Il Kalevala o la poesia tradizionale dei Finni, studio storico critico sulle origini delle grandi epopee nazionali, Rome, Reale Accademia dei Lincei, 1891; nuova edizione: Milano, Guerini, 1989  (ISBN 88-7802-072-9)
- Procope de Césarée, La Guerra Gotica di Procopio di Cesarea, Rome, éd. Forzani et Cie, 1895-1898 (réimpr. anastatique éd. Bottega d'Erasmo, Turin,, 1968-1970), édition critique bilingue grec-italien en 3 vol.
- Virgilio nel Medio Evo, 2 vol., Florence, Seeber, 1896
- Le imagini di Virgilio, il musaico di Hadrumentum e i primi sette versi dell'Eneide, Florence, Enrico Ariani, 1914

## Correspondance
- Carteggio Comparetti-Amari, introduzione e note di Santo Toscano, in Siculorum Gymnasium, n. 2 juillet-décembre, 32 (1979), p. 413–543;
- Domenico Comparetti - Giuseppe Pitrè, epistolario, Dalle carte Comparetti della facoltà di lettere e filosofia dell'Università di Firenze, a cura di Maria Grazia Macconi e Rosario Pintaudi, Firenze, Leo S. Olschki, 1990;
- Catalogo generale del fondo Domenico Comparetti, carteggio e manoscritti, a cura di Maria Grazia Macconi e Antonella Squilloni, segue: Domenico Comparetti e Girolamo Vitelli storia di un'amicizia e di un dissidio, a cura di Rosario Pintaudi, Messina, Dipartimento di filologia e linguistica, Università degli studi, 2002, (collezione: Carteggi di filologi, 1), le carte sono conservate presso la Biblioteca Umanistica dell'Università di Firenze.
- Due protagonisti e un comprimario dell'antichistica italiana del secolo XIX, i carteggi Comparetti - Fiorelli - Barnabei, a cura di Salvatore Cerasuolo, Messina, Dipartimento di filologia e linguistica, Università degli studi, 2003, (collezione: Carteggi di filologi, 4);
- Lettere dall'Officina, Comparetti, Martini, Sogliano, a cura di Maria Luisa Chirico, Messina, Dipartimento di filologia e linguistica, Università degli studi, 2003, (collezione: Carteggi di filologi, 2);
- Tra papirologia e archeologia ercolanesi, i carteggi Comparetti-De Petra, a cura di Salvatore Cerasuolo; Segue: Lettere dall'Accademia: Giulio Minervini a Domenico Comparetti, a cura di Teresa Cirillo, Messina, Dipartimento di filologia e linguistica, Università degli studi, 2005, (collezione: Carteggi di filologi, 5);
- Alessandro Capone, A ottanta anni dalla morte di Domenico Comparetti: quattro lettere inedite, in "Rivista di Filologia e Istruzione Classica", 135/1, 2007, p. 108-122.

## Source de traduction
- (it) Cet article est partiellement ou en totalité issu de l’article de Wikipédia en italien intitulé « Domenico Comparetti » (voir la liste des auteurs).